# ヴァルデマー4世 (デンマーク王)
ヴァルデマー4世（ヴァルデマール4世とも、Valdemar IV, 1320年 - 1375年10月24日）は、デンマークの国王（在位：1340年 - 1375年）。前々王クリストファ2世の息子にあたる。1397年にカルマル同盟を成立させたことで有名なマルグレーテ（デンマーク摂政、事実上の女王とみなされる）の父。

## 生涯
1332年から1340年までの空位時代を経て、1340年にヴァルデマー4世がデンマーク王に即位した。当時のデンマークは、多大な債務などによって国力が大きく衰退しており、事実上の領土が極めて限られたものになっていた。ヴァルデマー4世は、エストニアをドイツ騎士団に売却して得た資金で、担保とされていた領土を買収し直し、税制改革による財政再建や軍の強化を成し遂げ、さらには巧みな外交戦略なども通じて国力を回復させ、アッテルダーク（Atterdag：再興王、他日王）と称された。彼の治世は、ヨーロッパ全体にペスト（黒死病）の猛威が荒れ狂った時期であり、多くの貴族がペストの犠牲となって無主の土地が増えたことも、王領拡大に貢献することとなった。
1346年にデンマーク領エストニア（1219年 - 1346年）をドイツ騎士団へ売却しドイツ騎士団国領となった。
急激なデンマーク王権の強化は、スウェーデンやハンザ同盟などの環バルト海勢力から強く警戒されることになった。スウェーデン、ハンザ同盟、スレースヴィ（シュレースヴィヒ）、ホルシュタイン、メクレンブルクなどが反デンマーク同盟を結成したため、1370年にデンマークはその苦境から脱するためにハンザ同盟に対して特権を与えるという不利な条件で和睦した（シュトラルズントの和議）。とはいえ、このシュトラルズントでの講和で、デンマークの領土が失われたわけではなかった。ヴァルデマー4世の時代に、デンマークは失地回復を果たして躍進を遂げることとなったのである。
1375年、55歳で死去した。彼には息子がいなかったため、娘のインゲボー、マルグレーテのどちらかの息子（すなわちヴァルデマーの外孫）が王位を継ぐことになった。ここで、巧みな政治手腕で息子オーロフに王位を継承させたのが、事実上の女王とみなされるマルグレーテであった。

## 子女
1340年、シュレースヴィヒ公エーリク2世の娘ヘルヴィヒ（? - 1375年）と結婚。3人の子を儲けた。
- クリストファ（1344年 - 1363年） - ラーラント公
- インゲボー（1347年 - 1370年） - メクレンブルク＝シュヴェリーン公ハインリヒ3世と結婚。エーリク7世の祖母。
- マルグレーテ（1353年 - 1412年） - ノルウェー王ホーコン6世と結婚。オーロフ2世の母。